# The Falcons
The Falcons fue un grupo vocal estadounidense de rhythm and blues, del que algunos de sus miembros fueron influyentes para la música soul.
Fueron formados en 1955 en Detroit, Míchigan con el sello Mercury Records. Después de cambiar de discográfica en 1956, The Falcons grabaron éxitos en la compañía Lupine Records con los álbumes "You're So Fine" (1959) y "I Found A Love" (1962).
Originalmente, The Falcons estaba compuesto por:
- Eddie Floyd (1955-1963)
- Bob Manardo (1955-1957)
- Arnett Robinson (1955-1957)
- Tom Shetler (1955-1957)
- Willie Schofield (1955-1963)

Algunos miembros cambiaron en años concretos:
- Joe Stubbs (1957-1960)
- Wilson Pickett (1960-1963)
- Mack Rice (1957-1963)
- Lance Finnie (1957-1963)
- Robert Ward (1957-1963)

El grupo grababa bajo la producción de Robert West, que dio a la banda un sonido a música góspel y grabó a los cantantes con su propia etiqueta.
Stubbs era el cantante de peso en los éxitos "Just For Your Love" (1959) y "The Teacher" (1960), antes de que Wilson Pickett le reemplazara en 1960.
Después de 1963, The Fabolous Playboys asumen el nombre de The Falcons. Este grupo posterior estaba comprendido por: 
- Carlis 'Sonny' Monroe
- James Gibson
- Johnny Alvin
- Alton Hollowell

Este grupo obtuvo una lista de éxitos de rhythm and blues en 1966 con "Standing On Guard."

## Discografía
Actualmente la banda no ha logrado adquirir un contrato con alguna disquera local, pero tienen ritmos propios y un primer cover.